# Kunstmaler
En kunstmaler er en kunstner, der med kunstsans laver malerier ved at påføre farve (for eksempel oliemaling eller pastelfarve) på en overflade. Typisk påført med en pensel på et lærred udspændt på en ramme af træ placeret på et staffeli.